# Файсал Аджаб аль-Аземі
Файсал Саад Аджаб аль-Аземі (араб. فيصل سعد عجب العازمي; нар. 23 січня 1993, Кувейт) — кувейтський футболіст, який грає на позиції нападника в кувейтському клубі «Ас-Сахель» та національній збірній Кувейту.

## Клубна кар'єра
Файсал Аджаб аль-Аземі розпочав виступи на футбольних полях у 2014 році в клубі «Аль-Кадісія». У складі команди в цьому ж році став володарем Кубка АФК. У цьому ж році став у складі команди володарем Суперкубка Кувейту, а наступного року володарем Кубка Еміра Кувейту та чемпіоном Кувейту. У 2017 році перейшов до клубу «Ат-Тадамун», і в перший же сезон виступів став кращим бомбардиром чемпіонату країни. У 2018 році нетривалий час перебував у оренді в катарському клубі"Аль-Мархія", після чого повернувся до «Ат-Тадамуна». У 2019—2020 роках футболіст грав у складі кувейтського клубу «Аль-Арабі», після чого в 2020—2021 роках знову грав у складі «Ат-Тадамун». З 2021 року аль-Аземі грає у складі кувейтського клубу «Ас-Сахель».

## Виступи за збірну
У 2014—2015 роках Файсал Аджаб аль-Аземі залучався до складу молодіжної збірної Кувейту, у складі посиленого варіанту збірної в 2014 році брав участь у футбольному турнірі Азійських ігор. У 2014 році футболіст дебютував у національній збірній Кувейту, в складі збірної зіграв 16 матчів, у яких відзначився 2 забитими м'ячами.

## Титули і досягнення
- Чемпіон Кувейту (1):

«Аль-Кадісія»: 2015—2016
- Володар Кубка Еміра Кувейту (1):

«Аль-Кадісія»: 2014—2015
- Володар Суперкубка Кувейту (1):

«Аль-Кадісія»: 2014
- Володар Кубка АФК (1):

«Аль-Кадісія»: 2014
- Найкращий бомбардир чемпіонату Кувейту: 2017—2018